# Šuja (Slovacchia)
Šuja (in ungherese Suja) è un comune della Slovacchia facente parte del distretto di Žilina, nella regione omonima.